# Academia Nacional de Medicina (Perú)
La Academia Nacional de Medicina es una asociación constituida oficialmente en el Perú, para ejercer las funciones de cuerpo consultivo de los poderes públicos en asuntos profesionales, así como para contribuir al progreso de las ciencias médicas por medio de debates, conferencias, congresos, concursos y otras formas de estudios. Está conformada por destacados médicos que son seleccionados rigurosamente.

## Historia
Su precedente más antiguo es la Sociedad de Medicina de Lima, fundada el 7 de septiembre de 1854, cuyos trabajos se publicaron en la Gaceta Médica de Lima (1856-1864 y 1877-1879).
Tras la guerra del Pacífico, surgió la Academia Libre de Medicina, instalada el 29 de julio de 1885, cuyo origen estuvo en un conflicto surgido entre el Estado y la Facultad de Medicina de la Universidad Mayor de San Marcos, referido a la autonomía universitaria.  Ello ocurrió en el gobierno de Miguel Iglesias (un régimen instalado con el apoyo de las armas chilenas), sucediendo dicho incidente de la siguiente manera: El doctor Juan E. Corpancho, antiguo catedrático de Obstetricia en San Marcos, solicitó ser repuesto en la Facultad. Transgrediendo el Reglamento General de Instrucción Pública, el gobierno de Iglesias repuso a Corpancho como catedrático de Obstetricia. El doctor Manuel Odriozola Romero, entonces decano de la Facultad de Medicina, pidió al rector Ramón Ribeyro que mediara ante el gobierno para que reconsiderase su decisión, ya que el nombramiento de Corpancho equivalía a profesor titular, que debía ejercerse por concurso público. La respuesta del gobierno fue desmedida: por decreto suscrito por Iglesias y su ministro Martín Dulanto, el 3 de octubre de 1884, fue destituido Odriozola de sus cargos de decano y profesor, siendo sometido al fuero judicial por desacato. En su reemplazo fue nombrado decano el susodicho Corpancho y como subdecano Martín Dulanto. Estas medidas prepotentes originaron la protesta de los profesores sanmarquinos, que renunciaron y decidieron formar una asociación médica con fines académicos y científicos hasta que se restableciera el orden constitucional. Surgió así Academia Libre de Medicina, en casa del doctor Leonardo Villar (28 de octubre de 1884), siendo sus firmantes tanto los profesores renunciantes como otros antiguos profesores sanmarquinos.  Se instaló en sesión solemne el 29 de julio de 1885, siendo presidente de su junta directiva el doctor Manuel Odriozola. Esta institución editó la revista El Monitor Médico (1885-1888).

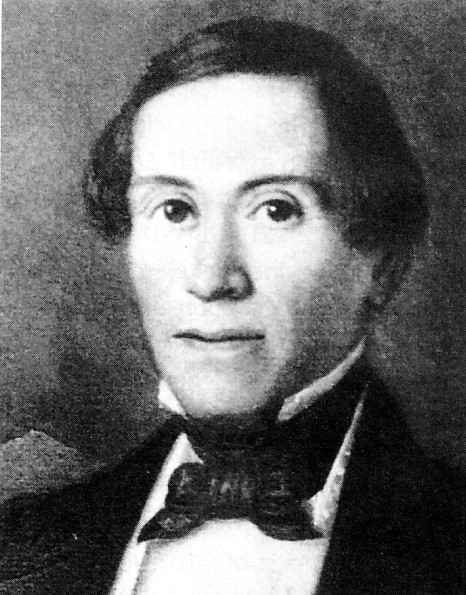
El doctor Manuel Odriozola Romero, presidente de la Academia Libre de Medicina (1885), antecedente inmediato de la Academia Nacional de Medicina.

Cuando se reanudó el orden constitucional, con la elección del general Andrés A. Cáceres como presidente de la República en 1886, la Academia Libre de Medicina, hizo los trámites pertinentes para convertirse en la Academia Nacional de Medicina. Fue reconocida oficialmente por ley del Congreso de la República del Perú, con fecha del 26 de octubre de 1888, y promulgada por el presidente Cáceres el 2 de noviembre de dicho año.
Su primer presidente fue José María Romero; y como secretario perpetuo se nombró a José Casimiro Ulloa.
El 1 de febrero de 1996 se constituyó en asociación civil sin fines de lucro, por acuerdo de la Asamblea General del 28 de abril de 1994. Fue inscrita como tal en el Registro de Sociedades Civiles, con ficha N.º 18383.

## Objetivos
Sus fines son los siguientes:

"absolver, como Cuerpo Consultivo del Estado, las consultas que tengan a bien hacerle los Poderes Públicos y sus dependencias, así como las Sociedades de Beneficencia;

contribuir al progreso de las ciencias médicas por medio de debates, conferencias, congresos, concursos y otra clase de estudios; 
fomentar y proteger los derechos e intereses profesionales; 

examinar los remedios nuevos y secretos, las aguas minerales naturales y artificiales, etc. que le sean sometidos por el Gobierno o a petición de particulares o también por propia iniciativa".

## Lista de presidentes[5]
- José  María Romero (1888-1891)
- Estanislao Pardo de Figueroa y Nieto (1919-1921)
- Max González Olaechea (1921-1923)
- Oswaldo Hercelles García (1952)

## Miembros
Sus miembros se distribuyen en las siguientes categorías: Académicos de Número (40 miembros); Académicos Asociados (80 miembros); Académicos Honorarios; Académicos Eméritos y Académicos Correspondientes.

### Académicos de número
Actualizado a 2020:
1. Alejandro Joaaquìn Bussalleu Rivera
2. Nelson Raúl Morales Soto
3. Oswaldo Zegarra Rojas
4. Patrick Wagner Grau
5. Humberto Guerra Allison
6. Jorge Castillo Aguirre
7. Agustín Iza Stoll
8. Luis Pinillos Ashton
9. Carlos Vallejos Sologuren
10. Graciela Risco Denegri de Domínguez
11. Oswaldo Zegarra Rojas
12. Óscar Pamo Reyna,
13. Jaime Espinoza Solís
14. Guillermo Quiroz Jara
15. Gustavo F. Gonzáles Rengifo
16. Nelson Raúl Morales Soto
17. Alejandro Bussalleu Rivera
18. María Isabel Quiroga de Michelena
19. Eduardo Acevedo Vásquez
20. Walter Llaque Dávila (Trujillo)
21. Carlos Bernedo Gutiérrez (Arequipa)
22. Benjamín Paz Aliaga (Arequipa)
23. Víctor Morales Corrales (Piura)
24. Miguel Sánchez-Palacios Paiva
25. Luis Fernando Varela Pinedo
26. Jaime Eduardo Villena Chávez
27. Jesús Baldomero Valdez Herrera (Arequipa)
28. Edgar Vera Béjar (Arequipa)
29. José Luis Picoaga Chávez (Arequipa)
30. Ciro Peregrino Maguiña Vargas
31. Alfonso Zavaleta Martínez-Vargas
32. Herman Vildozola Gonzales
33. Ernesto Ríos Montenegro
34. César Delgado Butrón
35. Oswaldo Eduardo Salaverry García
36. Magno Raúl Salazar Castro